# Institut finlandais de recherche sur la chasse et la pêche
L'Institut finlandais de recherche sur la chasse et la pêche (finnois : Riista- ja kalatalouden tutkimuslaitos, sigle RKTL) est un centre de recherche dont l'objectif était de produire des savoirs scientifiques sur le gibier, le renne et la pêche et leur utilisation, et de prendre soin de la biodiversité grâce à ses recherches et ses moyens d'aquaculture.

## Présentation
En 2006, le centre employait 320 personnes, et son budget s'élevait à 23 millions d'euros.
Les activités du centre en tant qu'institution distincte ont pris fin début 2015, lorsque le Centre de recherche agricole et alimentaire, l'institut finlandais de recherche forestière et l'institut finlandais de recherche sur la chasse et la pêche ont fusionné pour former le centre des ressources naturelles de Finlande.
Les activités de RKTL ont été principalement transférées aux unités "ressources naturelles et bio-production" et "technologies vertes" du centre de recherche naturelle.